# 大西洋叉尾帶魚
大西洋叉尾帶魚，为輻鰭魚綱鱸形目鯖亞目带鱼科的其中一種。分布於全球三大洋熱帶至溫帶海域，棲息深度42-620公尺，本魚身體狹長側扁，體色銀色，背鰭軟條98-100枚，臀鰭硬棘2枚，臀鰭軟條59-66枚，脊椎骨105-114個，體長可達210公分，棲息在大陸棚及大陸坡，會進行垂直性迴游，屬肉食性，以魚類、烏賊、甲殼類等為食，可作為食用魚及遊釣魚。

## 扩展阅读
維基物種上的相關：大西洋叉尾帶魚